# Európai Ügyészség
Az Európai Ügyészség (EPPO) az Európai Unió független szervezete, amit a Lisszaboni szerződésben foglalt megerősített uniós együttműködés elve alapján hoztak létre. Az Európai ügyészséghez az Unió 27 tagállama közül eddig 24 csatlakozott. Székhelye az Európai Bírósághoz és az Európai Számvevőszékhez hasonlóan Luxemburgban van.

## Feladata és struktúrája
Az Európai Ügyészség feladata az EU költségvetéssel szemben elkövetett csalásokkal és más az EU pénzügyi érdekeit sértő bűncselekményekkel, úgy mint az EU pénzügyi alapjait érintő 10 000 eurót meghaladó csalások, vagy a határokon átnyúló ÁFA csalások kapcsolatos nyomozás és vádemelés. Az Európai Ügyészség létrejöttét megelőzően ilyen bűncselekményekkel kapcsolatban csak a nemzeti ügyészségek nyomozhattak és a hatáskörök nem léphette át az adott ország határát. Az európai bűnüldöző szervezetek az Európai Csalás Elleni Hivatal (OLAF, Office européen de lutte antifraude), az Eurojust és az Europol sem végezhetnek nyomozati munkát.
A szervezet európai delegált ügyészekre építve decentralizáltan működik minden egyes tagállamban. A luxemburgi központi irodában az európai főügyész és 20 európai ügyész irányítja a technikai és nyomozó állomány munkáját. Az EPPO kezdeményezheti a gyanúsítottak letartóztatását, de ezt egyeztetnie kell a megfelelő nemzeti hatóságokkal.
Az Európai Ügyészségnek joga van ügyeket saját hatáskörbe vonni. Ebben az esetben a tagállami hatóságok nem nyomozhatnak tovább ugyan abban az ügyben.

## Tagállamok

részt vevő tagállamok
távolmaradó tagállamok

Az indulásakor 20 uniós tagállam csatlakozott a megerősített együttműködés alapján az Európai Ügyészséghez A távol maradó tagállamok bármikor csatlakozhatnak, kivéve Dániát, amely a szabadságon, a biztonságon és a jog érvényesülésén alapuló térséggel (AFSJ, Area of freedom, security and justice) kapcsolatos elvek alapján kívülmaradásban (opt-out) egyezett meg.
Hollandia 2018. május 14-én jelezte csatlakozási készségét az Európai Ügyészséghez.
 Kérését elfogadva a bizottság 2018. augusztus 1-ei határozatával felvette az Európai Ügyészség tagállamai közé.
Málta 2018. június 14-én jelezte csatlakozási készségét. Ezt a kérést az Európai Bizottság 2018. augusztus 7-én hagyta jóvá.
Lengyelország 2024. január 5-én jelezte csatlakozási szándékát, amit február 29-én hagytak jóvá.[forrás?]
Svédország 2024. június 5-én tette meg hivatalosan a kérelmét, amit július 16-n fogadott el a Tanács.[forrás?]
Ezzel az Európai ügyészség munkájában részt vevő tagállamok száma 24-re nőtt.
| Tagállamok - Ausztria - Belgium - Bulgária - Ciprus - Csehország - Észtország - Finnország - Franciaország - Görögország - Hollandia - Horvátország - Lengyelország - Lettország - Litvánia - Luxembourg - Málta - Németország - Olaszország - Portugália - Románia - Spanyolország - Svédország - Szlovákia - Szlovénia | Távolmaradók (tetszőleges időpontban csatlakozhatnak) - Írország - Magyarország | Kivülmaradás (opt-out AFSJ) - Dánia |

## Hatáskör-kiterjesztés a határokon átnyúló terrorizmus elleni nyomozásokra
Az Európai Bizottság 2018. szeptember 12-én az Európai Tanácsnak és az Európai Parlamentnek megküldött határozati javaslatában javasolja az Európai Ügyészség hatáskörének kibővítését az országokon átnyúló terrorizmussal kapcsolatos nyomozásokra és vádemelésre is.
Az Európai Ügyészség feladatkörének kiterjesztése nem befolyásolja az ÁFA csalások és az Uniós támogatásokhoz kapcsolódó korrupciós ügyek vizsgálatának 2020-as megkezdését. A magyar kormány ugyan az Európai Tanács október 18-i ülésének előkészítő tanácskozásán kategorikusan a javaslat tárgyalása ellen lépett fel, mivel Magyarország nem vesz részt az Európai Ügyészség munkájában, nincs lehetősége az Európai Ügyészség munkájának meghatározására.
Az előterjesztés szerint az Európai Tanács 2019 május 9-én Nagyszebenben tartandó ülésén kell, hogy határozatot hozzon a feladatkör kiterjesztéséről.

## Magyarország csatlakozása
A magyar kormány visszautasítja az Ügyészséghez csatlakozást. Az erről szóló jobbikos indítványt napirendre sem vették. Mindezt annak ellenére, hogy egy közvélemény-kutatás szerint az állampolgárok túlnyomó többsége egyetért a csatlakozással, még a Fideszre szavazók 75%-a is. Ennek ellenére, az Európai Ügyészség vezetője, Laura Codruța Kövesi szerint, Magyarország eddig az ügyészség minden megkeresésére válaszolt.
Egy magánszemély népszavazást kezdeményezett az Európai Ügyészséggel való együttműködésről. Ez jóval kevesebb, mint a csatlakozás, de ezt is elvetette az Nemzeti Választási Bizottság.
Hadházy Ákos 2018 júliusában aláírásgyűjtésbe kezdett a csatlakozás támogatására, amelynek célja egymillió aláírás összegyűjtése volt. A politikus közlése szerint 2018. július 19. és december 20. között nagyjából 380 000, a 2019 májusi európai parlamenti választásig pedig 680 000 aláírást gyűjtöttek.